# Marjorie Andrade
Marjorie Cezar de Andrade é uma ex-modelo e atriz brasileira, radicada em Nova Iorque. Com olhos azuis e cabelos castanhos, foi muito requisitada na década de 80, e uma das primeiras modelos brasileiras a fazer sucesso internacional. Posou para a capa de inúmeras revistas nacionais e estrangeiras, entre elas Manchete, Esquire, Vogue e Playgirl. 
Residindo há muitos anos nos Estados Unidos, decidiu seguir carreira artística, graduando-se pelo Instituto de Cinema de Hollywood, na Califórnia. No cinema, atuou em H.O.T.S. (1979), Velocity Rules, Monaco Travelogue, Open Fire (1995) e Dracula's Sister. Na televisão, participou de Anos Rebeldes (1992), no papel de Maria Isabel Soares; Xica da Silva (1996), no papel de Amélia de Sepúlveda Toledo, e apresentou o programa NFL All Star Comedy Blitz. Teve um relacionamento curto com Ayrton Senna.
Desde 1998 Marjorie Andrade representa a Associação das Nações Unidas-Brasil junto ao Secretariado da ONU e à Federação das Associações das Nações Unidas (WFUNA).